# Micrurus pyrrhocryptus
Micrurus pyrrhocryptus är en ormart som beskrevs av Cope 1862. Micrurus pyrrhocryptus ingår i släktet korallormar, och familjen giftsnokar. Inga underarter finns listade i Catalogue of Life.
Denna orm förekommer i södra Bolivia, västra Paraguay och i Argentina fram till landets centrum. Arten lever i låglandet och i kulliga områden upp till 500 meter över havet. Habitatet varierar mellan lövfällande skogar, gräsmarker, savanner och buskskogar. Micrurus pyrrhocryptus har liksom andra korallormar ett giftigt bett. Honor lägger ägg.
För beståndet är inga hot kända. Hela populationen antas vara stor. IUCN kategoriserar arten globalt som livskraftig.